# Делхийски султанат
Делхийският султанат (на персийски: سلطنت دهلی; на хинди: दिल्ली सल्तनत; на бенгалски: দিল্লীর সুলতান) е ислямска империя със седалище в Делхи, която обхваща по-голямата част от Индийския субконтинент в периода 1206 – 1526 г. Създадена е в голяма степен в резултат на кампаниите на Мухамад Гури и лейтенанта му Кутб ал-Дин Айбак в периода 1175 – 1206 г. и най-вече на победите в битките при Тараои през 1192 г. и Чандавар през 1194 г.
Султанатът интегрира Индийския субконтинент в глобалната космополитна култура (засвидетелствано конкретно в развиването на езика хиндустани и индо-ислямската архитектура). Той е една от малкото сили, които успяват да отблъскват монголските нападения от Чагатайското ханство и които поставят на престола жена – Разия Султан, която управлява от 1236 до 1240 г. Анексиите на Мухамад бин Бахтияр Халджи са отговорни за мащабното оскверняване на индуистки и будистки храмове (довело до упадък на будизма в Източна Индия и Бенгалия) и унищожаването на будистки университети и библиотеки. Макар първоначално да е подривен за индийския елит, султанатът като цяло оставя големите си немюсюлмански субекти да спазват местните закони и традиции. Като продължително отблъсква монголските нашественици, султанатът избавя Индия от унищожението, застигнало Западна и Централна Азия, което води до голяма миграция на войници, търговци, занаятчии и хора на изкуството от тези области към Индийския субконтинент, като по този начин се образува синкретична индо-ислямска култура.

## История
Първоначално гуридските наемни войници в Индия не прекъсват политическите си връзки с Гуридите, но султан Илтутмиш (управлявал 1211 – 1236 г.) премества столицата в Делхи и отблъсква опитите на противниците му да поемат контрол над гуридските завоевания в Индия. Той изтегля войските си, така че те да нямат досег с монголската армия, която към 1220-те години вече е завладяла териториите на днешен Афганистан. Също така Илтутмиш установява твърд контрол над главните градски центрове в Индо-Гангската равнина, от които управлява непокорните раджпутски вождове. След смъртта му настъпва десетилетие на борби между фракциите, но той накрая приключва с 40-годишен период на стабилност при управлението на султан Гияс уд дин Балбан (управлявал 1266 – 1287 г.). По това време Делхи заема отбранителна позиция спрямо монголците и предприема само предпазни мерки срещу Раджпутите.
При управлението на султаните от династията Халджи (1290 – 1320 г.) Делхийският султанат се превръща в имперска сила. Ала ал-Дин ал-Хилджи (управлявал 1296 – 1316 г.) покорява Гуджарат около 1297 г., както и главните укрепени места в Раджастан през 1301 – 1312 г. Той прави основните индуистки царства в южните части на Индия свои васали. Войските му нанасят поражение на монголските яростни набези в Трансоксиана през 1297 – 1306 г.
Мухамад ибн Туглак (управлявал 1325 – 1351 г.) се опитва да състави мюсюлмански армия, администрация и културен елит в платото Декан с втора столица в Даулатабад, но деканската мюсюлманска аристокрация отхвърля делхийската власт и през 1347 г. основава Бахманийския султанат. Наследникът на Мухамад, Фируз Шах Туглак (управлявал 1351 – 1388 г.), не прави опит да покори отново Декан.
Властта на Делхийския султанат в северната част на Индия е раздробена от нахлуването на тюркския завоевател Тимур през 1398 – 1399 г., който разграбва Делхи. По време на управлението на Саидската династия (ок. 1414 – 1451 г.) султанатът вече е смален до малка държава, която постоянно си съперничи с други мюсюлмански и индуистки държави. При афганистанската династия Лоди (1451 – 1526 г.) обаче мащабната имиграция от Афганистан води до частично възстановяване на делхийската хегемония. Въпреки това тя е унищожена от моголския владетел Захиредин Бабур след битката при Панипат на 21 април 1526 г. След 15 години моголска власт афганистанецът Шер Шах основава повторно Делхийския султанат, но през 1555 г. той отново е покорен от сина и наследник на Бабур, Хумаюн, който умира през януари 1556 г. Във второ сражение при Панипат на 5 ноември 1556 г. синът на Хумаюн, Акбар, окончателно побеждава индуисткия генерал Хему, а султанатът е погълнат от Моголската империя.
Делхийският султанат не изневерява на политическите традиции на късния индуистки период – владетелите му търсят върховна власт, а не суверенитет. На султана служи разнороден елит от турци, афганистанци, индийци и халджийци. Той безпроблемно приема индуистки държавни служители и васали. Застрашавани в продължение на дълго време от монголско настъпление от северозапад и възпрепятствани в комуникацията, делхийските султани се оказват принудени да предоставят големи свободи на местните господари и държавни служители.